# Bourgaltroff
Bourgaltroff é uma comuna francesa na região administrativa de Grande Leste, no departamento de  Mosela. Estende-se por uma área de 9,75 km². Em 2010 a comuna tinha 255 habitantes (densidade: 26,2 hab./km²).